# Fyrstrimmig trädekorre
Fyrstrimmig trädekorre (Funisciurus lemniscatus) är en däggdjursart som först beskrevs av John Lawrence LeConte 1857.  Funisciurus lemniscatus ingår i släktet Funisciurus och familjen ekorrar. IUCN kategoriserar arten globalt som livskraftig.
Inga underarter finns listade i Catalogue of Life. Wilson & Reeder (2005) skiljer mellan två underarter.
Denna trädekorre förekommer i Kamerun, Ekvatorialguinea, Gabon, Kongo-Brazzaville och västligaste Kongo-Kinshasa. Habitatet utgörs av olika slags skogar i låglandet.
Arten blir 15 till 18 cm lång (huvud och bål), har en 13 till 19 cm lång svans och väger 100 till 150 g. Pälsens grundfärg är olivgrå eller olivbrun. På varje sida av kroppen finns två mörka och två ljusa längsgående strimmor. Födan utgörs till cirka 60 procent av frukter och frön och till cirka 40 procent av smådjur som insekter samt av ägg. I sällsynta fall äter fyrstrimmig trädekorre svampar. Trots namnet hittar den sin föda oftast på marken.